# Momordica
Momordica este un gen din familia Cucurbitaceae cu peste 45 specii de plante anuale sau perene. Reprezentanții se întîlnesc în regiunile tropicale și subtropicale din Africa, Asia și Australia.
Unele dintre ele produc fructe cărnoase de formă alungită sau cilindrică, colorate în nuanțe de oranj până la roșu, acoperite cu țepi sau nodozități care dau un aspect rugos.

## Specii
Specii acceptate: 
- Momordica angolensis R.Fernandes
- Momordica angustisepala Harms
- Momordica anigosantha Hook.f.
- Momordica balsamina L.
- Momordica boivinii Baill.
- Momordica cabrae (Cogn.) C.Jeffrey
- Momordica calantha Gilg
- Momordica camerounensis Keraudren
- Momordica cardiospermoides
- Momordica charantia L. („Castravete” amar)
- Momordica cissoides Planch. ex Benth.
- Momordica clarkeana King
- Momordica cochinchinensis (Lour.) Spreng.
- Momordica corymbifera Hook.f.
- Momordica cymbalaria Hook.f.
- Momordica denticulata Miq.
- Momordica denudata C.B.Clarke
- Momordica dioica Roxb. ex Willd.
- Momordica enneaphylla Cogn.
- Momordica foetida Schumach.
- Momordica glabra Zimmerman
- Momordica henriquesii Cogn.
- Momordica involucrata E.Mey.
- Momordica jeffreyana Keraudren
- Momordica laotica Gagnep.
- Momordica leiocarpa Gilg
- Momordica littorea Thulin
- Momordica macrophylla Gage
- Momordica mannii Hook.f.
- Momordica mossambica H.Schaef.
- Momordica multiflora Hook.f.
- Momordica obtusisepala Keraudren
- Momordica parvifolia Cogn.
- Momordica peteri A.Zimm.
- Momordica pterocarpa Hochst.
- Momordica repens Bremek.
- Momordica rostrata A.Zimm.
- Momordica sessilifolia Cogn.
- Momordica silvatica Jongkind.
- Momordica spinosa Chiov.
- Momordica suringarii Cogn.
- Momordica trifoliolata Hook.f.
- Momordica welwitschii Hook.f.

## Legături externe
- http://www.newz.ro/stiri/momordica-charantia-insulina-verde_n47596.html%5Bnefuncțională%5D
- http://www1.charanteausa.com/bittermelonstudies/2006/07/17/momordica-charantia-linn-family-cucurbitaceae/ Arhivat în 15 octombrie 2006, la Wayback Machine.
- http://cgi.ebay.it/ws/eBayISAPI.dll?ViewItem&item=330237389076%5Bnefuncțională+–+%5D
- http://www.mdidea.com/products/herbextract/bittermelon/data.html Arhivat în 25 februarie 2008, la Wayback Machine.
- "Castravetele amar, leguma miraculoasă", 14 iulie 2016, youtube.com